# Februari 2009
Dit artikel geeft een chronologisch overzicht van belangrijke gebeurtenissen per dag in de maand februari van het jaar 2009.

## Gebeurtenissen

### 1 februari
- Op het wereldkampioenschap veldrijden in het Noord-Brabantse Hoogerheide wordt bij de vrouwen de Nederlandse Marianne Vos en bij de mannen de Belg Niels Albert wereldkampioen.
- In IJsland treedt onder leiding van premier Jóhanna Sigurðardóttir een nieuwe (interim)regering aan. Het minderheidskabinet van linkse signatuur zal zich vooral op de bestrijding van de economische crisis richten. IJsland krijgt hiermee de eerste openlijk homoseksuele premier ter wereld. Wikinieuws
- Panama wint de tiende editie van de UNCAF Nations Cup, het voetbalkampioenschap van Midden-Amerika. In de finale is de ploeg na strafschoppen te sterk voor Costa Rica.
- Kirill van Moskou wordt verkozen tot patriarch en geïntroniseerd in de Christus Verlosserkathedraal te Moskou als patriarch van Moskou en geheel Rusland en primaat van de Russisch-orthodoxe Kerk.
- De Super Bowl XLIII wordt gehouden in Tampa, Florida.
- Het Italiaans leger grijpt in op een afvallig eiland en herovert het eiland Mal di Ventre. Op het eiland was de republiek Malu Entu uitgeroepen.[1]

### 3 februari
- Tom Daschle trekt zich vanwege belastingproblemen terug voor de benoeming als minister van Volksgezondheid in de regering van Barack Obama.

### 4 februari
- Vanwege de teruggelopen verkoop moet een van de beroemdste fabrikanten van modeltreinen, de 150 jaar oude firma Märklin uit het Zuid-Duitse Göppingen, uitstel van betaling aanvragen. Vroeger was dit populair kinderspeelgoed, tegenwoordig vooral een (duur) verzamelobject voor veertigplussers.
- Het Duitse televisiestation ZDF maakt bekend dat de Oostenrijkse oorlogsmisdadiger Aribert Heim in 1992 in Egypte is overleden.

### 6 februari
- Als gevolg van de recessie bereikt de werkloosheid in Canada met 7,2 procent van de beroepsbevolking een absoluut record.

### 7 februari
- De Poolse geoloog Piotr Stańczak wordt onthoofd. Hij werd in september 2008 door strijders van de Taliban in de tribale gebieden in Noordwest-Pakistan, waar hij werkte voor een Poolse energiemaatschappij, ontvoerd en in gijzeling gehouden. Een video-opname van zijn onthoofding werd naar de media gestuurd. Hij zou zijn onthoofd omdat de regering van Pakistan niet was ingegaan op de eis van zijn ontvoerders gevangen Taliban-strijders vrij te laten.

### 8 februari
- Bij bosbranden in de provincie Victoria, Australië verliezen ten minste 108 mensen het leven.

### 9 februari
- De Italiaanse Eluana Englaro overlijdt in een ziekenhuis in Udine, na zeventien jaar in coma te hebben gelegen.
- In Peking wordt door vuurwerk een hoteltoren in aanbouw, bedoeld als deel van het toekomstige complex van de Chinese staatstelevisiemaatschappij CCTV, door brand verwoest. De naastgelegen en ook tot het complex behorende CCTV-toren blijft gespaard. Het complex is ontworpen door de Nederlandse architect Rem Koolhaas en de Duitse architect Ole Scheeren.
- In Amsterdam begint het zogenoemde Passageproces, een van de grootste rechtszaken tegen de georganiseerde misdaad in Nederland. Hierin worden elf verdachten beschuldigd van betrokkenheid bij vijf liquidaties en een aantal pogingen tot moord, voor een groot deel op basis van verklaringen van een kroongetuige.
- Talrijke bosbranden in de Australische deelstaten Victoria en New South Wales, waarvan een deel aangestoken, hebben tot dusverre aan meer dan 180 mensen het leven gekost en 330.000 hectare in de as gelegd. Oorzaak is een tien dagen durende hittegolf met temperaturen van boven de veertig graden in combinatie met een hevige wind.

### 10 februari
- Winnaar van de verkiezingen voor het Israëlische parlement de Knesset is de centristische Kadima van Tzipi Livni met vlak daarachter de rechtse Likoed van Benjamin Netanyahu. De linkse Arbeidspartij van Ehud Barak wordt voorbijgestreefd door het rechtse Jisrael Beeténoe van Avigdor Lieberman.
- Voor het eerst sinds 1955 zal de Militaire Willems-Orde weer worden uitgereikt. Op 29 mei zal kapitein Marco Kroon van het Korps Commandotroepen worden benoemd tot ridder 4e klasse.

### 12 februari
- De Duitse Max-Planck-Gesellschaft voor Evolutionaire Antropologie heeft het DNA-profiel van de neanderthaler volledig in kaart gebracht.
- Ondanks de waarschuwing van de Britse regering dat hij niet welkom is, reist Geert Wilders toch naar het Verenigd Koninkrijk om daar zijn film Fitna in het Hogerhuis te tonen. Hij wordt echter door Britse grensbeambten tegengehouden en moet een vliegtuig terug naar Nederland nemen.

### 13 februari
- Een de Havilland Canada DHC-8 van Colgan Air, vliegend namens Continental Airlines, stort vlak voor de landing neer op een woonhuis in Buffalo, New York. Alle 49 inzittendenden (44 passagiers, 4 bemanningsleden en 1 meevliegende piloot) en één persoon op de grond komen om het leven.

### 15 februari
- In Utsteinen op Antarctica wordt de Belgische Prinses Elisabethbasis voor wetenschappelijk onderzoek ingehuldigd. Na anderhalf jaar bouwen is het een compleet milieuvriendelijk en passief verwarmd studiecentrum voor klimaatverandering.

### 16 februari
- De vliegeraar van de van oorsprong Afghaanse schrijver Khaled Hosseini blijkt in Nederland het meest verkochte boek van 2008 te zijn geweest.
- Het Centraal Planbureau verwacht dat de economie van Nederland het zwaar te verduren gaat krijgen. Voor 2009 wordt een terugval verwacht van 3,5 procent.

### 17 februari
- De Amerikaanse president Barack Obama ondertekent een stimuleringsplan van 787 miljard dollar om de Amerikaanse economie er weer bovenop te helpen. Het programma beoogt onder meer 3,5 miljoen banen in stand te houden of in het leven te roepen.
- De Amerikaanse staat Californië ontslaat 20.000 werknemers omdat het staatsparlement niet akkoord gaat met de nieuwe begroting.

### 19 februari
- Nieuwe kostenstijgingen en vertragingen in de bouw van de Noord/Zuidlijn van de Amsterdamse metro leiden tot het aftreden van wethouder Tjeerd Herrema.

### 22 februari
- De Britse film Slumdog Millionaire van regisseur Danny Boyle wint acht Oscars, waaronder die voor de Beste Film. >>81ste Oscaruitreiking

### 24 februari
- Het Nationaal Museum van Irak heropent voor de eerste keer sinds de Irakoorlog.

### 25 februari
- Bij Luchthaven Schiphol stort om 10.31 uur Turkish Airlines-vlucht 1951 met 135 inzittenden tijdens de landing neer ten noorden van de Polderbaan nabij autosnelweg A9. Het toestel breekt daarbij in drie stukken. Negen personen vinden de dood, zesentachtig anderen raken gewond waarvan zes zeer ernstig. Wikinieuws
- In New York opent de Vlaamse minister-president Kris Peeters het Vlaams Huis, officieel het Flanders House New York (FHNY). Het moet een centraal Vlaams aanspreekpunt worden in de Verenigde Staten, zij het niet in diplomatieke zin.

## Overleden
<< · januari · februari · maart · april · mei · juni · juli · augustus · september · oktober · november · december · >>